# انفجار مرکز خرید نصر شیراز
انفجار در مرکز خرید نصر در شهر شیراز در جنوب مرکزی ایران در ساعت ۰۱۰۰ بعد از نیمه شب ۱۳ خرداد ۱۳۹۶ بوقت محلی رخ داده است.
بنا به گزارش رسانه‌های خبری در ایران، بر اثر این انفجار مهیب فروشگاه هایپر نمونه شهر در بلوار نصر شیراز آتش گرفته‌است.

## تلفات و خسارات
گفته می‌شود که در این انفجار ۳۹ نفر زخمی شده‌اند.
انفجار به حدی قوی بود که شیشه‌های ساختمان‌های همجوار نیز شکسته است. منجمله یکی از شعب بانک ملت و تمام خانه‌های مسکونی هم جوار شیشه‌هایشان کاملاً فرو ریخت.
محمد فرخ‌زاده رئیس سازمان آتش‌نشانی شیراز گفت: یک مجتمع شامل ۸ واحد مسکونی، یک فست فود و یک هایپرمارکت دچار آتش‌سوزی شده‌است.
همچنین برق منطقه تا ساعاتی قطع شده‌است.

## اقدامات
محمد فرخ‌زاده رئیس سازمان آتش‌نشانی شیراز گفت: ساعت ۴۳ دقیقه بامداد شنبه ۱۳ خرداد این حادثه به مرکز آتش‌نشانی گزارش شد که ۱۵ واحد امدادی و بیش از ۵۰۰ نیروی عملیاتی به محل اعزام شدند.
تلاش امدادگران برای نجات افراد در ساختمان‌های مجاور ادامه دارد و آتش نشانان درحال آوربرداری هستند.

## علت حادثه
علت وقوع انفجار مشخص نیست و براساس گزارش‌های تأیید نشده، این انفجار به علت نشت لوله گاز رخ داده است.